# باسكال بيير
باسكال بيير (بالفرنسية: Pascal Pierre)‏ (28 مايو 1968 كاين فرنسا - ) هو لاعب كرة قدم فرنسي، يلعب كمدافع.

## روابط خارجية
- باسكال بيير على موقع رابطة كرة القدم الفرنسية للمحترفين (الإنجليزية)
- باسكال بيير على موقع قاعدة بيانات كرة القدم.إي يو (الإنجليزية)
- باسكال بيير على موقع ليكيب (الفرنسية)
- باسكال بيير على موقع عالم كرة القدم.نت (الإنجليزية)